# Grand Prix Francji 1991
Grand Prix Francji 1991 (oryg. Rhone-Poulenc Grand Prix de France) – siódma runda Mistrzostw Świata Formuły 1 w sezonie 1991, która odbyła się 7 lipca 1991, po raz pierwszy na torze Circuit de Nevers Magny-Cours.
77. Grand Prix Francji, 41. zaliczane do Mistrzostw Świata Formuły 1.

## Klasyfikacja
| Legenda oznaczeń w tabelach wyników Wyświetl szablon na nowej stronie | Legenda oznaczeń w tabelach wyników Wyświetl szablon na nowej stronie                                                                     |
| Oznaczenie                                                            | Wyjaśnienie |
| --------------------------------------------------------------------- | --- |
| Złoty                                                                 | Zwycięzca lub mistrzostwo |
| Srebrny                                                               | 2. miejsce lub wicemistrzostwo |
| Brązowy                                                               | 3. miejsce lub II wicemistrzostwo |
| Zielony                                                               | Ukończył, punktował (w klasyfikacji generalnej, gdy zdobył co najmniej jeden punkt na przestrzeni sezonu, poza trzema powyższymi opcjami) |
| Niebieski                                                             | Ukończył, nie punktował (w klasyfikacji generalnej, gdy nie zdobył co najmniej jednego punktu na przestrzeni sezonu)                      |
| Czerwony                                                              | Nie zakwalifikował się (NZ) |
| Czerwony                                                              | Nie prekwalifikował się (NPK) |
| Różowy                                                                | Nie ukończył (NU) |
| Różowy                                                                | Niesklasyfikowany (NS) (w klasyfikacji generalnej, gdy nie został sklasyfikowany w żadnym wyścigu sezonu)                                 |
| Czarny                                                                | Zdyskwalifikowany (DK) |
| Czarny                                                                | Wykluczony (WYK/EX) |
| Biały                                                                 | Nie wystartował (NW) |
| Biały                                                                 | Kontuzjowany (K/INJ) |
| Biały                                                                 | Wyścig odwołany (OD/C) |
| Bez koloru                                                            | Został wycofany (WYC/WD) |
| Bez koloru                                                            | Nie przybył (NP/DNA) |
| Bez koloru                                                            | Nie brał udziału w treningach (NT/DNP) |
| Bez koloru                                                            | Nie został zgłoszony (–) |
| Pogrubienie                                                           | Start z pole position |
| Kursywa                                                               | Najszybsze okrążenie wyścigu |
| †                                                                     | Nie ukończył, ale jego rezultat został zaliczony ze względu na przejechanie więcej niż 90% dystansu wyścigu.                              |
| *                                                                     | Sezon w trakcie |
| 1/2/3                                                                 | Punktowana pozycja w sprincie kwalifikacyjnym                                                                                             |
| Lista systemów punktacji Formuły 1                                    | |

| Pos | No | Kierowca           | Konstruktor        | Okrążeń | Czas/powód NU | Poz. Start. | Punktów |
| --- | -- | ------------------ | ------------------ | ------- | ------------- | ----------- | ------- |
| 1   | 5  | Nigel Mansell      | Williams-Renault   | 72      | 1:38:00.056   | 4           | 10      |
| 2   | 27 | Alain Prost        | Ferrari            | 72      | + 5.003       | 2           | 6       |
| 3   | 1  | Ayrton Senna       | McLaren-Honda      | 72      | + 34.934      | 3           | 4       |
| 4   | 28 | Jean Alesi         | Ferrari            | 72      | + 35.920      | 6           | 3       |
| 5   | 6  | Riccardo Patrese   | Williams-Renault   | 71      | + 1 okrążenie | 1           | 2       |
| 6   | 33 | Andrea de Cesaris  | Jordan-Ford        | 71      | + 1 okrążenie | 13          | 1       |
| 7   | 15 | Maurício Gugelmin  | Leyton House-Ilmor | 70      | + 2 Okrążeń   | 9           |         |
| 8   | 20 | Nelson Piquet      | Benetton-Ford      | 70      | + 2 Okrążeń   | 7           |         |
| 9   | 23 | Pierluigi Martini  | Minardi-Ferrari    | 70      | + 2 Okrążeń   | 12          |         |
| 10  | 12 | Johnny Herbert     | Lotus-Judd         | 70      | + 2 Okrążeń   | 20          |         |
| 11  | 26 | Érik Comas         | Ligier-Lamborghini | 70      | + 2 Okrążeń   | 14          |         |
| 12  | 25 | Thierry Boutsen    | Ligier-Lamborghini | 69      | + 3 Okrążeń   | 16          |         |
| NU  | 19 | Roberto Moreno     | Benetton-Ford      | 63      | Physical      | 8           |         |
| NU  | 4  | Stefano Modena     | Tyrrell-Honda      | 57      | Skrz. biegów  | 11          |         |
| NU  | 14 | Olivier Grouillard | Fondmetal-Ford     | 47      | Wyciek oleju  | 21          |         |
| NU  | 29 | Éric Bernard       | Lola-Ford          | 43      | Przen. napędu | 23          |         |
| NU  | 22 | Jyrki Järvilehto   | Dallara-Judd       | 39      | Opona         | 26          |         |
| NU  | 8  | Mark Blundell      | Brabham-Yamaha     | 36      | Wypadł z toru | 17          |         |
| NU  | 30 | Aguri Suzuki       | Lola-Ford          | 32      | Przen. napędu | 22          |         |
| NU  | 9  | Michele Alboreto   | Footwork-Ford      | 31      | Skrz. biegów  | 25          |         |
| NU  | 7  | Martin Brundle     | Brabham-Yamaha     | 21      | Skrz. biegów  | 24          |         |
| NU  | 3  | Satoru Nakajima    | Tyrrell-Honda      | 12      | Wypadł z toru | 18          |         |
| NU  | 24 | Gianni Morbidelli  | Minardi-Ferrari    | 8       | Kolizja       | 10          |         |
| NU  | 16 | Ivan Capelli       | Leyton House-Ilmor | 7       | Wypadł z toru | 15          |         |
| NU  | 2  | Gerhard Berger     | McLaren-Honda      | 6       | Silnik        | 5           |         |
| NU  | 32 | Bertrand Gachot    | Jordan-Ford        | 0       | Wypadł z toru | 19          |         |
| NZ  | 11 | Mika Häkkinen      | Lotus-Judd         |         |               |             |         |
| NZ  | 18 | Fabrizio Barbazza  | AGS-Ford           |         |               |             |         |
| NZ  | 17 | Gabriele Tarquini  | AGS-Ford           |         |               |             |         |
| NZ  | 10 | Stefan Johansson   | Footwork-Ford      |         |               |             |         |
| NPK | 21 | Emanuele Pirro     | Dallara-Judd       |         |               |             |         |
| NPK | 34 | Nicola Larini      | Lambo-Lamborghini  |         |               |             |         |
| NPK | 35 | Eric van de Poele  | Lambo-Lamborghini  |         |               |             |         |
| NPK | 31 | Pedro Chaves       | Coloni-Ford        |         |               |             |         |